# قاذفة متوسطة

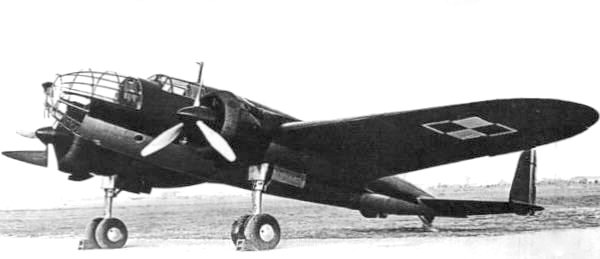

القاذفة المتوسطة هي طائرة قاذفة عسكرية مصممة للعمل بأحمال قنابل متوسطة الحجم على مسافات متوسطة المدى؛ الاسم يميز هذا النوع عن القاذفات الثقيلة الكبيرة والقاذفات الخفيفة الصغيرة. حملت هذه القاذفات عمومًا حوالي طنين من القنابل، مقارنة بالقاذفات الخفيفة التي تحمل طنًا واحدًا، والثقيلة التي حملت أربعة أطنان أو حتى أكثر.
تم استخدام المصطلح قبل وأثناء الحرب العالمية الثانية، استنادًا إلى المعلمات المتاحة لتقنية المحرك والطيران لتصميمات الطائرات القاذفة في ذلك الوقت. بعد الحرب، تم استبدال القاذفات المتوسطة في القوات الجوية العالمية بطائرات أكثر تقدماً وقدرة.

## التاريخ
في أوائل ثلاثينيات القرن الماضي، كانت العديد من القوات الجوية تتطلع إلى تحديث أساطيل طائراتها المهاجمة الحالية، والتي تتألف في كثير من الأحيان من طائرات أقدم. كانت التصميمات الجديدة عادةً أحادية السطح ذات محركين، وغالبًا ما تكون مصنوعة من المعدن بالكامل، وتم تحسينها للحصول على أداء وسرعة عالية بما يكفي لتفادي تصميمات الطائرات المقاتلة سريعة التطور في ذلك الوقت. تم تطوير بعض هذه القاذفات، مثل هنيكل إتش إي 111، ويونكرز يو 86، و Savoia-Marchetti SM.79، و Douglas B-18، و Armstrong Whitworth Whitley من أو بالاشتراك مع الطائرات الحالية أو طائرات النقل.

## قاذفات متوسطة
تم تقديمها قبل الحرب العالمية الثانية (1 سبتمبر 1939)
الحرب العالمية الثانية
- دي هافيلاند البعوض - تعتبر طائرة متعددة الأدوار
- دورنير دو 217 - تعتبره قاذفة ثقيلة لسلاح الجو الألماني
- إليوشن إيل -4 - قاذفة سوفيتية طويلة المدى
- يونكرز يو 88 - طائرة متعددة الاستخدامات تستخدم في العديد من الأدوار المختلفة، بما في ذلك كقاذفة طوربيد ومقاتلة ليلية وللإستطلاع
- كان مارتن بي 26 مارودر - قاذفة للقوات الجوية الأمريكية في الحرب العالمية الثانية
- ميتسوبيشي G4M - المعروفة للحلفاء باسم «بيتي»
- Mitsubishi Ki-67 Hiryū -
- ناكاجيما كي -49 دونريو - «هيلين»
- أمريكا الشمالية B-25 ميتشيل - أكثر القاذفات الأمريكية إنتاجًا
- Savoia-Marchetti SM.84 - بديل أقل نجاحًا للطائرة SM.79، التي ظلت في الخدمة حتى بعد دخول هذه الطائرة للخدمة
- Tupolev Tu-2 - تستخدم في أدوار متعددة مماثلة لـ Junkers Ju 88 الألمانية
- Yermolayev Yer-2
- Yokosuka P1Y Ginga - قاذفة متوسطة للخدمة الجوية البحرية الإمبراطورية اليابانية؛ ولكن في الحجم والوزن والسرعة وما شابه ذلك من القاذفات الخفيفة الحلفاء مثل دوغلاس إيه-26 الغازي

بعد الحرب العالمية الثانية